# Amadeu Garcia dos Santos
Amadeu Garcia dos Santos GCC • GCA • GCL (Encarnação, Lisboa, 13 de Agosto de 1935 – Lisboa, 4 de julho de 2025), mais conhecido por General Garcia dos Santos, foi um militar português que participou na Revolução dos Cravos. Posteriormente, presidiu à Junta Autónoma de Estradas.

## Biografia
Amadeu Garcia dos Santos nasceu a 13 de Agosto de 1935 na Rua da Barroca, no Bairro Alto, freguesia da Encarnação, em Lisboa.
Garcia dos Santos participou no processo de preparação da revolução de 25 de Abril de 1974.
Enquanto professor na Academia Militar, foi contactado por Fisher Lopes Pires (1930-2013) para se ocupar das transmissões no golpe de estado que estava então em planeamento. Após a decisão de se passar para a ação armada, Otelo Saraiva de Carvalho entrou em contacto com Garcia dos Santos para lhe propor a parte das transmissões do golpe militar. A partir da ordem de operações de Otelo, Garcia dos Santos delineou as transmissões, e no dia 24 de Abril de 1974, andou a montar as transmissões no Quartel da Pontinha com rádios que tinha roubado no depósito do material de transmissões.
Também participou posteriormente na contenção do 25 de Novembro, que levou ao fim do PREC (Processo Revolucionário em Curso).
Entre 1974 e 1975, foi secretário de Estado das Obras Públicas no II, III e IV Governos Provisórios, liderados por Vasco Gonçalves, e ainda, entre 1975 e 1976, no VI Governo Provisório, liderado por José Pinheiro de Azevedo.
Foi chefe da Casa Militar do presidente da República António Ramalho Eanes. Entre 1982 e 1983, foi chefe do Estado-Maior do Exército, tendo sido exonerado pelo presidente da República, António Ramalho Eanes, sob proposta do então primeiro-ministro, Mário Soares. Apesar da oposição de Ramalho Eanes, Mário Soares alegou razões políticas para propor a exoneração de Garcia dos Santos, que acabou por ser aceite por Ramalho Eanes. Na visão de Garcia dos Santos, a sua exoneração constituiu manifestação de um conflito entre os então presidente da República e primeiro-ministro, motivado pelo facto de Ramalho Eanes ter decidido, contra a vontade de Mário Soares, dissolver a Assembleia da República e convocar as eleições legislativas intercalares de 1979, após a rutura do acordo entre PS e CDS, que sustentava o II Governo Constitucional.
O seu último cargo público foi, entre 1997 e 1998, o de presidente da Junta Autónoma de Estradas (JAE), no tempo do governo de António Guterres. Apresentou a demissão em 1998, por discordância com o então ministro do Equipamento, Planeamento e Administração do Território, João Cravinho, relativamente às nomeações para completar o conselho de administração da JAE.
No exercício do cargo de presidente da JAE, Garcia dos Santos exigiu a expulsão de um conjunto de funcionários da JAE, nomeadamente o administrador da JAE SA, Donas Botto, ao ministro João Cravinho, que aceitou inicialmente, mas acabou por recuar. O ministro João Cravinho referiu que Garcia dos Santos nunca lhe expôs qualquer situação de corrupção na JAE, confirmando apenas o conflito entre Garcia dos Santos e Donas Botto como estando na origem da demissão de Garcia dos Santos.
Após entrevista de Garcia dos Santos ao Expresso, em outubro de 1998, três meses depois de se ter demitido da presidência da JAE, este denunciou o caso da Junta Autónoma de Estradas, tendo assinalado, em 1998, a existência de um profundo problema de corrupção na Junta Autónoma de Estradas, que incluía a passagem de dinheiro para o Partido Socialista. Garcia dos Santos denunciou a existência de um caso de corrupção na JAE, na Guarda, e o então procurador-geral da República, Cunha Rodrigues, assegurou que existia um relatório da Inspeção-Geral de Finanças, cobrindo o período entre 1992 e 1994, que desmentia a existência de corrupção na JAE. Numa carta enviada a Garcia dos Santos, no entanto, o então ministro das Finanças, António de Sousa Franco, confirmou saber dos problemas de corrupção na JAE e quem eram as pessoas envolvidas. Ainda em outubro de 1998, é publicado um relatório da Inspeção-Geral de Finanças, dando conta de que haviam saído da JAE mais de 650 mil contos (3,25 milhões de euros) sem qualquer controlo. O então procurador-geral da República, Cunha Rodrigues, recuou na sua posição inicial e o Ministério Público iniciou investigação a todos os processos da JAE. O ministro João Cravinho ordenou também uma sindicância à JAE. Foi constituída uma comissão parlamentar de inquérito para averiguar o caso, à qual Garcia dos Santos compareceu, embora se tenha recusado a revelar à Assembleia da República o nome dos empreiteiros implicados na corrupção na JAE, alegando que não possuía provas e que, caso revelasse os nomes, arriscaria processos judiciais por difamação, além de nenhum dos empreiteiros ter autorizado que fosse divulgado o seu nome publicamente. A comissão parlamentar de inquérito solicitou então ao presidente da Assembleia da República que participasse a prestação de Garcia dos Santos na Assembleia da República à Procuradoria-Geral da República, tendo Garcia dos Santos sido acusado de desobediência qualificada pelo Ministério Público e condenado, em maio de 2001, ao pagamento de uma multa no valor atual de 670 euros pelo Tribunal Criminal de Lisboa - a pena mínima pedida pelo Ministério Público, por não ter antecedentes criminais. O ministro João Cravinho ordenou a extinção da JAE em 1999 e as conclusões da sindicância à JAE foram entregues à Procuradoria-Geral da República, de que resultou um processo com 19 arguidos pelos crimes de participação económica em negócio,
corrupção ativa para ato lícito, corrupção passiva para ato lícito, burla agravada, peculato, falsificação de documento autêntico e recetação, entre os quais constava o antigo ministro das Obras Públicas, Joaquim Ferreira do Amaral, e o seu secretário de Estado, Álvaro Magalhães. No entanto, em maio de 2000, o processo acabou arquivado por falta de provas. Em junho de 2009, um relatório do Tribunal de Contas concluiu que, «se a gestão da JAE fosse eficaz, as estradas teriam custado menos 44 por cento». Em reação a estes acontecimentos, Garcia dos Santos lamentou ter sido o único condenado nesta situação, e não os responsáveis pela má gestão da JAE, e apontando especiais responsabilidades ao ministro João Cravinho - a quem classificou como «parvo e traidor» -, ao seu antecessor na presidência da JAE, Maranha das Neves - a quem acusou de, enquanto presidente do LNEC, ter sido alvo de um processo de corrupção desaparecido da Polícia Judiciária -, e ao seu sucessor na presidência da JAE, António Lamas, de quem disse «não sabe gerir, nunca geriu nada na vida, e de estradas não sabe rigorosamente nada». Garcia dos Santos considerou ainda que o então ministro das Finanças, Sousa Franco, tinha sido «cobarde», por ter escrito uma carta a corroborar as acusações de Garcia dos Santos, sem depois assumir as responsabilidades - «manda as bocas e depois não sabe assumir a responsabilidade das coisas que diz». Garcia dos Santos acusou ainda o então primeiro-ministro, António Guterres, e o então procurador-geral da República, Cunha Rodrigues, de não terem dado ouvidos às suas denúncias, e também criticou os deputados da Assembleia da República que estiveram presentes na sua audição na comissão parlamentar de inquérito, considerando que «os deputados não têm palavra, não têm noção da honestidade, nem da honradez». Acrescentou ainda que o financiamento partidário ilícito, «por muitas leis que se façam, continuará a existir por debaixo da mesa».
Foi membro do Conselho das Ordens Nacionais durante a presidência de Aníbal Cavaco Silva, tendo apresentado a demissão do cargo em 2014, após classificar, durante um almoço da Associação 25 de Abril comemorativo do 40.º aniversário da Revolução dos Cravos, o presidente Aníbal Cavaco Silva como «um cobarde e uma nulidade completa» e como «o principal culpado pela atual situação do país», por não ter obrigado a um entendimento entre os partidos políticos para a formação de um governo após as eleições legislativas de 2009, das quais não resultou maioria absoluta de nenhum partido.
Amadeu Garcia dos Santos faleceu a 4 de julho de 2025 aos 89 anos, em sua casa, em Lisboa.

### Condecorações[17][18]
Ordens honoríficas portuguesas:
- Grã-Cruz da Ordem Militar de Avis de Portugal (13 de Outubro de 1982)
- Grã-Cruz da Ordem da Liberdade de Portugal (24 de Setembro de 1983)
- Grã-Cruz da Ordem Militar de Cristo de Portugal (24 de Dezembro de 1983)

Ordens honoríficas estrangeiras:
- Grande-Oficial da Ordem Nacional da Legião de Honra de França (5 de Outubro de 1978)
- Grande-Oficial com Grande-Estrela da Ordem do Mérito Militar da Jugoslávia (15 de Março de 1979)
- Excelentíssimo Senhor Grã-Cruz da Ordem do Mérito Militar de Espanha (15 de Março de 1979)
- Grã-Cruz da Ordem Nacional do Cruzeiro do Sul do Brasil (15 de Março de 1979)
- Primeira Classe da Ordem de Francisco de Miranda da Venezuela (15 de Março de 1979)
- Grã-Cruz do Mérito da Ordem do Mérito da República Federal da Alemanha Ocidental (15 de Março de 1979)
- Cavaleiro de Grã-Cruz da Ordem do Mérito da República Italiana de Itália (13 de Março de 1981)
- Grã-Cruz da Ordem Nacional do Cruzeiro do Sul do Brasil (22 de Junho de 1981)[19]
- Comendador da Legião do Mérito dos Estados Unidos da América (17 de Março de 1982)
- Grande-Oficial da Ordem do Mérito Militar do Brasil (30 de Junho de 1982)[20]
- Excelentíssimo Senhor Grã-Cruz com Distintivo Branco da Ordem do Mérito Militar de Espanha (3 de Março de 1983)